# III. Henrik leuveni gróf
III. Henrik leuveni gróf (1060 körül – 1095 februárja vagy márciusa) a németalföldi Leuveni Grófság uralkodója 1078-tól haláláig.

## Élete
Apja II. Henrik leuveni gróf, anyja Adela van Betuwe grófnő. 1078-ban, apja halála után örökölte a grófi címet és III. Henrik néven uralkodott. Családi kapcsolatai révén a legtöbb környező feudális állam uralkodójával rokoni kapcsolatban állt: II. Balduin hainaut-i gróf sógora, I. Róbert flamand gróf veje volt.
Ennek köszönhetően Henrik uralkodása békés volt, és külső fenyegetések híján saját birtokainak igazgatására tudott koncentrálni. Törvényeket alkotott a Leuveni Grófság számára és megtisztította a grófságot a rablóktól. Támogatta a kereszténység terjedését, illetve a vallásos alapítványokat. Anyjával együtt vettek részt az affligemi apátság megalapításában: 1086 júniusában 300 hektáros allódiumot adományozott az apátságnak.
Miután 1085. szeptember 20-án II. Hermann alsó-lotaringiai palotagróf párbaj közben elhunyt (III. Albert namuri gróf ölte meg Hermann kastélyának közelében), Henrik megkapta a brabanti tartományi gróf címet IV. Henrik német-római császártól. A brabanti tartományi grófság (Landgrafschaft Brabant) a német-római császár közvetlen fennhatósága alá tartozott, a Dender és a Zenne folyók közötti, meglehetősen kis terület alkotta, de ebből alakult ki később a Brabanti Hercegség.
1095-ben Henrik részt vett a Tournai városában rendezett lovagi tornán, ahol párbaj közben Gosuin de Forest halálosan megsebesítette. Mivel fiúgyermeke nem született, halála után öccse, Gottfried örökölte a grófi címet.

## Családja
Felesége Flandriai Gertrúd (? – 1115/26), I. Róbert flamand gróf és Szász Gertrúd hercegnő lánya. Korabeli források szerint négy lányuk született, de csak kettő ismert:
- Adela (? – 1158. november 4.), 1122-ben feleségül ment I. Simon felső-lotaringiai herceghez (akivel ekkor már mostohatestvérek voltak Gertrúd második házassága révén).
- Gertrude (? – kb. 1140 után), férje Lambert, Montaigu és Clermont grófja.

Férje halála után (1096) Gertrúd feleségül ment II. Thierry felső-lotaringiai herceghez.

## Fordítás
- Ez a szócikk részben vagy egészben  a   Henry III, Count of Leuven című angol Wikipédia-szócikk fordításán alapul.  Az eredeti cikk szerkesztőit annak laptörténete sorolja fel. Ez a jelzés csupán a megfogalmazás eredetét és a szerzői jogokat jelzi, nem szolgál a cikkben szereplő információk forrásmegjelöléseként.